# 赵志刚 (1971年)
赵志刚（1971年11月—），男，山东昌乐人，国家检察官学院高级检察教官，曾任北京市人民检察院党组成员、副检察长（挂职）、最高人民检察院检察日报社党委书记、社长、江苏省人民检察院党组副书记、副检察长。

## 生平
1990年至1994年，在华东政法学院法律系学习，大学学历。1992年12月加入中国共产党。
1994年至2011年，在检察日报社工作。期间，就读于长江商学院EMBA第13期3班，2010年获工商管理硕士学位。
2000年，被中央国家机关工委授予中直机关优秀青年荣誉称号。
2012年至2013年，任中国检察出版社副社长。
2013年至2014年，任最高检检察技术信息研究中心副主任。
2014年至2019年，任最高检检察技术信息研究中心主任。
2014年1月，他个人运营两年多的微信公众号“法律读库”获得2014年最有价值微信公号荣誉。
2015年，任国家检察官学院高级检察教官。
2018年7月至2019年9月，挂职北京市人民检察院副检察长。
2019年12月至2020年10月，任检察日报社社长、党委书记。
2020年10月至2021年1月，任江苏省人民检察院党组副书记。
2021年1月，任江苏省人民检察院党组副书记、副检察长、一级高级检察官。

## 落马
2022年6月，赵志刚涉嫌严重违纪违法，接受江苏省纪委监委纪律审查和监察调查。

## 主要作品
- 《智慧检务概论：检察机关法律监督的科技智慧》
- 《智慧检务初论：从理论建构到实践方法的科学思维》
- 《我们的爹娘》
- 《新的人生》

## 争议
2020年3月11日，《检察日报》针对肖战粉丝举报事件以两个版面，发表五篇文章，总结、评论这一事件。引发肖战粉丝不满。14日，赵志刚在个人微博上转发了“微著网络法评论”写的文章《深扒一下引发饭圈大事件之同人作品〈下坠〉的法律问题》。文章认为肖战粉丝的举报AO3平台的行为是值得鼓励的。赵志刚后又转发肖战粉丝、学者沈奕斐所撰《自由背后的边界与责任：再谈同人文学与粉丝之争》一文，他认为“这是迄今为止看到最客观最有深度的文章了”。支持肖战粉丝举报事件中的肖战粉丝。之后，网友扒出赵志刚是“两面人”。他身为中国共产党党员，却同时信仰佛教，已违反中国共产党的政治原则。同时，赵志刚还曾发表中国体制不满、肯定美国体制、辱骂中国人是猪等一系列言论。3月25日，赵志刚再度发文讨论这一事件以及“如何防止网络暴力”。3月下旬后，赵志刚微博帐号内容已无法查看，原因不详。